# Museu Histórico de Mato Grosso
O Museu Histórico de Mato Grosso é um museu sediado em Cuiabá. O prédio que ocupa desde 2004 fora construído originalmente para funcionar a Thesouraria Provincial do Estado.

## História do prédio
O prédio foi inaugurado em 29 de agosto de 1896 para ser a sede do Thesouro do Estado, localizado aos arredores da Praça da República no centro de Cuiabá. Sua construção foi de estilo neoclássico e cujas paredes demonstram seu valor histórico.
O prédio, no decorrer dos anos, foi sede de outros diversos órgãos, tais como: Biblioteca Pública Estadual (1912-1914), a Secretaria de Educação e Cultura, a Escola Barão de Melgaço (1970-1982) e a Secretaria de Estado de Turismo (1983-2003), até ser revitalizado e entregue à população em 21 de novembro de 2006, com apoio do Instituto do Patrimônio Histórico e Artístico Nacional (IPHAN).

## História do museu
Outrora o acervo histórico e cultural estava espalhado por vários municípios de Mato Grosso. Logo foi decido centralizar esse acervo em Cuiabá. Em 20 de agosto de 1987 foi criado o Museu Histórico de Mato Grosso cuja instalação original ficava na sede do Palácio da Instrução.
Em 2004, o museu passou a operar no prédio no centro de Cuiabá, na Praça da República, número 131.
O museu foi fechado em julho de 2012. Teve seu acervo e prédio recuperados. Nas paredes, foram identificadas oito camadas de cores, e optou-se por manter a segunda, de cor azul lilás. Em dezembro de 2013 o espaço foi reaberto para visitação.
Fechado por volta de 2016, passou por reformas, e em março de 2024 foi anunciada previsão de reabertura em junho deste ano.

## Acervo
A exposição permanente aborda a história de Mato Grosso, desde a chegada dos Bandeirantes até a Ditadura Militar passando pela monarquia e repúblicas.
Há salas que contam a Guerra do Paraguai, onde possui o brasão da província do Estado de Mato Grosso de 1823, na época do Império, e contém telas originais de Moacyr de Freitas, retratando a Assembléia Provincial, de 1835, pintadas em 2011. Para aqueles que desejam conhecer a figura de Marechal Cândido Mariano da Silva Rondon, no acervo existem fotografias e imagens em pintura que retratam quem foi este desbravador.
Na Sala I, nomeada “Maria Pomot Maia”, ocorrem exposições temporárias, que expõem o trabalho de artistas e de instituições do estado do Mato Grosso.